# Triops
Die Gattung Triops gehört innerhalb der Klasse der Kiemenfußkrebse (Branchiopoda) zur Ordnung der Rückenschaler (Notostraca; auch „Kieferfüßer“ oder „Schildkrebse“). Gemeinsam mit der Gattung Lepidurus wird sie zu den Triopsidae gestellt, der einzigen Familie innerhalb der Rückenschaler. Der „Urzeitkrebs“ Triops (Griech.: „der Dreiäugige“) ist ein lebendes Fossil. Triops cancriformis gilt als die älteste bekannte noch lebende Tierart der Welt, die als Unterart Triops cancriformis minor (†) bereits im 220 Mio. Jahre alten fränkischen Keuper (Obertrias) fossil nachgewiesen ist. Morphologisch weitgehend unverändert hat Triops cancriformis in verschiedenen Unterarten bis in die Gegenwart überdauert.

## Nomenklatur
Der ursprünglich von Franz von Paula Schrank für die Gattung eingeführte Name, der durch die Änderung zum Protonym wurde, war Apus. Der Gattungsname wurde auf Vorschlag von A. R. Longhurst 1955 in die gegenwärtige Form gebracht, um eine nach den Regeln der ICZN unzulässige Homonymie mit der Vogelgattung aus der Familie der Segler (Apodidae) zu korrigieren.

## Lebensweise
Zwei Arten sind wissenschaftlich intensiver erforscht worden, daher ist über sie mehr bekannt. Sie sind zugleich die geographisch am weitesten verbreiteten Vertreter der Gattung:
- Triops longicaudatus (Schwerpunkt der Verbreitung in Nord- und Südamerika)
- Triops cancriformis (Schwerpunkt der Verbreitung in Europa)

Beide Arten werden häufig im Handel in Form ihrer „Dauereier“ angeboten.
Anders als der an extrem salzhaltige Gewässer angepasste Salinenkrebs kommen die Vertreter der Gattung Triops ausschließlich im Süßwasser vor. Sie sind Bewohner von Extrembiotopen: nur für sehr kurze Zeit bestehende (astatische oder temporäre) Gewässer, die sich beispielsweise nach starken Regenfällen oder jahreszeitlichen Überschwemmungen in geeigneten Bodenvertiefungen bilden können. Ihre Biologie ist an die extreme Dynamik dieses Lebensraums angepasst.

## Fortpflanzung
Mit Erreichen der Geschlechtsreife beginnt Triops mit der Ablage von „Dauereiern“ (eigentlich enzystierte Embryonen im Gastrulastadium), die mitunter jahrzehntelang im Boden ruhen können, bevor mit einer erneuten Überschwemmung die Larven (Nauplien) schlüpfen. Diese außergewöhnlich widerstandsfähigen Zysten sind eine Schlüsselanpassung, die es ihnen ermöglicht, eine möglicherweise lange Phase der Nichtexistenz ihres Wohngewässers zu überstehen. Bei Triops cancriformis ist das Überdauern von 27 Jahren Trockenheit im Freiland nachgewiesen.

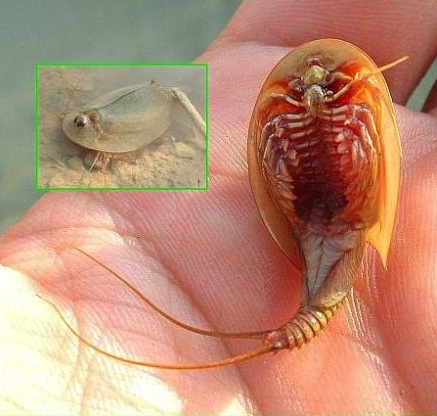
Triops cancriformis

Die Nauplien schlüpfen meist innerhalb von 48 Stunden und entwickeln sich in sieben bis vierzehn Tagen in zahlreichen Häutungen zu geschlechtsreifen Tieren. Die Entwicklungsgeschwindigkeit ist abhängig von verschiedenen ökologischen Faktoren, wird jedoch wesentlich durch die Temperatur und das Nahrungsangebot bestimmt. Triops cancriformis erreicht eine durchschnittliche Länge von sechs bis acht Zentimeter, die größten bislang gefangenen Exemplare elf Zentimeter. Im Freiland liegt die maximale Lebensdauer bei etwa zwölf Wochen. Diese kurze Lebenszeit korreliert mit der kurzen Bestandsdauer ihrer Habitate.
Eine weitere Anpassung ist ihre variable Fortpflanzungsstrategie innerhalb einer Art. Es kommt – bei den verschiedenen Arten unterschiedlich ausgeprägt – ungeschlechtliche als auch geschlechtliche Vermehrung vor. Ob, wie oft vermutet wurde, Parthenogenese (Jungfernzeugung) vorliegt, konnte bisher nicht bestätigt werden. Selbstbefruchtung (Autogamie) mittels Zwitterdrüse findet nachweislich statt, in diesem Fall handelt es sich bei den äußerlich als Weibchen erscheinenden Tieren um Hermaphroditen (Zwitter). Es kommen auch zweigeschlechtliche Verhältnisse vor, wobei das Geschlechterverhältnis schwanken kann zwischen einem leichten Männchenüberschuss bis hin zu Populationen, bei denen Männchen eine Rarität sind (nur etwa 1 Prozent der Population). Die winzigen Dauereier können theoretisch leicht durch den Wind und durch Tiere verbreitet werden. Inwieweit die Besiedlung neuer Gewässer dadurch tatsächlich stattfindet, ist bisher noch nicht bekannt.